# Unidad Minera 11 de Julio
Unidad Minera 11 de Julio är en ort i Mexiko.   Den ligger i kommunen Mineral de la Reforma och delstaten Hidalgo, i den sydöstra delen av landet, 90 km nordost om huvudstaden Mexico City. Unidad Minera 11 de Julio ligger 2 420 meter över havet och antalet invånare är 5 692.
Terrängen runt Unidad Minera 11 de Julio är kuperad åt nordost, men åt sydväst är den platt. Runt Unidad Minera 11 de Julio är det mycket tätbefolkat, med 1 135 invånare per kvadratkilometer. Närmaste större samhälle är Pachuca de Soto, 1,7 km nordväst om Unidad Minera 11 de Julio. Omgivningarna runt Unidad Minera 11 de Julio är i huvudsak ett öppet busklandskap.